# Liste der Bodendenkmäler in Riekofen
Auf dieser Seite sind die Bodendenkmäler in der Oberpfälzer Gemeinde Riekofen zusammengestellt. Diese Tabelle ist eine Teilliste der Liste der Bodendenkmäler in Bayern. Grundlage ist die Bayerische Denkmalliste, die auf Basis des Bayerischen Denkmalschutzgesetzes vom 1. Oktober 1973 erstmals erstellt wurde und seither durch das Bayerische Landesamt für Denkmalpflege geführt wird. Die folgenden Angaben ersetzen nicht die rechtsverbindliche Auskunft der Denkmalschutzbehörde.

## Bodendenkmäler der Gemeinde Riekofen

### Gemarkung Ehring
| Lage              | Objekt | Akten-Nr.     | Bild |
| ----------------- | --- | ------------- | ---- |
| Ehring (Standort) | Siedlung der Bronzezeit, Reihengräberfeld des frühen Mittelalters. | D-3-7039-0355 |      |
| Ehring (Standort) | Archäologische Befunde des Mittelalters und der frühen Neuzeit im Bereich der Katholischen Filialkirche St. Stephan in Oberehring, darunter die Spuren von Vorgängerbauten bzw. älterer Bauphasen.                     | D-3-7039-0612 |      |
| Ehring (Standort) | Siedlungen der Jungsteinzeit, der frühen Bronzezeit, der Urnenfelderzeit, der Latènezeit und der römischen Kaiserzeit sowie ein Gräberfeld mit Körperbestattungen vor- und frühgeschichtlicher Zeitstellung.           | D-3-7039-0651 |      |
| Ehring (Standort) | Siedlung mit Grabenwerk vor- und frühgeschichtlicher Zeitstellung. | D-3-7039-0652 |      |
| Ehring (Standort) | Siedlung der Urnenfelderzeit. | D-3-7040-0266 |      |
| Ehring (Standort) | Archäologische Befunde des früh- und hochmittelalterlichen Hofes Hartham. | D-3-7040-0268 |      |
| Ehring (Standort) | Archäologische Befunde des Mittelalters und der frühen Neuzeit im Bereich der Katholischen Kapelle St. Sixtus bei Hartham, darunter die Spuren von Vorgängerbauten bzw. älteren Bauphasen, mittelalterlicher Friedhof. | D-3-7040-0269 |      |
| Ehring (Standort) | Siedlung vor- und frühgeschichtlicher Zeitstellung, verebneter Burgstall des Mittelalters. | D-3-7040-0270 |      |
| Ehring (Standort) | Verebneter mittelalterlicher Burgstall. | D-3-7139-0103 |      |
| Ehring (Standort) | Siedlung mit Grabenwerk vor- und frühgeschichtlicher Zeitstellung. | D-3-7139-0154 |      |
| Ehring (Standort) | Siedlung vor- und frühgeschichtlicher Zeitstellung. | D-3-7140-0077 |      |
| Ehring (Standort) | Siedlungen der Jungsteinzeit und der Latènezeit, verebnete Viereckschanze der Spätlatènezeit. | D-3-7140-0078 |      |

### Gemarkung Pfatter
| Lage               | Objekt                                              | Akten-Nr.     | Bild |
| ------------------ | --------------------------------------------------- | ------------- | ---- |
| Pfatter (Standort) | Siedlung vor- und frühgeschichtlicher Zeitstellung. | D-3-7040-0224 |      |

### Gemarkung Riekofen
| Lage                | Objekt | Akten-Nr.     | Bild |
| ------------------- | --- | ------------- | ---- |
| Riekofen (Standort) | Siedlungen der Linearbandkeramik, der Stichbandkeramik, der Oberlauterbacher Gruppe, der Münchshöfener Kultur, der Altheimer Kultur, der Chamer Gruppe, der Bronzezeit, der Urnenfelderzeit, der Hallstattzeit, der Latènezeit und der römischen Kaiserzeit, Gräberfelder mit Brandbestattungen der Urnenfelderzeit und Brand- und Körperbestattungen der römischen Kaiserzeit sowie ein Grabenwerk vor- und frühgeschichtlicher Zeitstellung.                                                      | D-3-7039-0026 |      |
| Riekofen (Standort) | Siedlungen der Linearbandkeramik und der Münchshöfener Kultur. | D-3-7040-0032 |      |
| Riekofen (Standort) | Siedlungen der Linearbandkeramik, der Stichbandkeramik, der Oberlauterbacher Gruppe, der Münchshöfener Kultur, der Bronzezeit, der Urnenfelderzeit, der Latènezeit, der römischen Kaiserzeit und des frühen Mittelalters, villa rustica der römischen Kaiserzeit sowie Gräberfelder mit Brandbestattungen der römischen Kaiserzeit und Körperbestattungen vor- und frühgeschichtlicher Zeitstellung.                                                                                                | D-3-7040-0035 |      |
| Riekofen (Standort) | Gräberfeld mit Körperbestattungen vor- und frühgeschichtlicher Zeitstellung, wohl des Mittelalters. | D-3-7040-0036 |      |
| Riekofen (Standort) | Teilweise verebnetes Grabhügelfeld vorgeschichtlicher Zeitstellung, wohl der mittleren Bronzezeit, der Hallstattzeit und der frühen Latènezeit, sowie Siedlung des Neolithikums. | D-3-7040-0037 |      |
| Riekofen (Standort) | Bestattungsplatz der Hallstattzeit mit teils verebneten Grabhügeln, mesolithische Freilandstation, Siedlungen der Jungsteinzeit, der Bronzezeit und der Latènezeit. | D-3-7040-0038 |      |
| Riekofen (Standort) | Freilandstation des Mesolithikums, Siedlungen des Neolithikums und der römischen Kaiserzeit sowie Gräberfeld mit Brandbestattungen der Urnenfelderzeit. | D-3-7040-0046 |      |
| Riekofen (Standort) | Siedlungen der Jungsteinzeit, der Urnenfelderzeit und des Frühmittelalters. | D-3-7040-0050 |      |
| Riekofen (Standort) | Siedlungen der Stichbandkeramik, der Oberlauterbacher Gruppe, der Bronzezeit, der Urnenfelderzeit, der Hallstattzeit und der römischen Kaiserzeit. | D-3-7040-0051 |      |
| Riekofen (Standort) | Siedlungen der Linearbandkeramik, des Mittelneolithikums, der Münchshöfener Kultur, der Bronzezeit, der Hallstattzeit, der römischen Kaiserzeit und des frühen Mittelalters, eine villa rustica der römischen Kaiserzeit sowie wohl ein rechteckiges Grabenwerk vor- und frühgeschichtlicher Zeitstellung. | D-3-7040-0052 |      |
| Riekofen (Standort) | Freilandstation des Mesolithikums, Siedlungen der Münchshöfener Kultur, der Altheimer Kultur, der Chamer Gruppe, der frühen Bronzezeit, der mittleren Bronzezeit, der Urnenfelderzeit und der frühen Latènezeit. | D-3-7040-0053 |      |
| Riekofen (Standort) | Siedlung vor- und frühgeschichtlicher Zeitstellung. | D-3-7040-0056 |      |
| Riekofen (Standort) | Archäologische Befunde des Mittelalters und der frühen Neuzeit im Bereich der Katholischen Pfarrkirche St. Johann Bapt. und Johannes Ev. in Riekofen, darunter die Spuren von Vorgängerbauten bzw. älterer Bauphasen. | D-3-7040-0060 |      |
| Riekofen (Standort) | Vorgeschichtlicher Bestattungsplatz mit verebneten Grabhügeln und Kreisgräben. | D-3-7040-0061 |      |
| Riekofen (Standort) | Siedlungen des frühen Mittelalters sowie vor- und frühgeschichtlicher Zeitstellung, Bestattungsplatz des frühen Mittelalters mit Kreisgräben. | D-3-7040-0062 |      |
| Riekofen (Standort) | Siedlung und Grabenwerk vor- und frühgeschichtlicher Zeitstellung. | D-3-7040-0065 |      |
| Riekofen (Standort) | Grabenwerk oder Straße vor- und frühgeschichtlicher Zeitstellung. | D-3-7040-0068 |      |
| Riekofen (Standort) | Siedlungen der Oberlauterbacher Gruppe, der Münchshöfener Kultur, der Bronzezeit, der Latènezeit und des frühen Mittelalters sowie ein Gräberfeld mit Brandbestattungen der Urnenfelderzeit. | D-3-7040-0073 |      |
| Riekofen (Standort) | Siedlung der Münchshöfener Kultur. | D-3-7040-0158 |      |
| Riekofen (Standort) | Siedlungen der Linearbandkeramik und der vorgeschichtlichen Metallzeiten, Grabenwerk vor- und frühgeschichtlicher Zeitstellung, wohl Herrenhof der Hallstattzeit. | D-3-7040-0257 |      |
| Riekofen (Standort) | Siedlung vor- und frühgeschichtlicher Zeitstellung. | D-3-7040-0258 |      |
| Riekofen (Standort) | Siedlungen der Stichbandkeramik, der Oberlauterbacher Gruppe, der Münchshöfener Kultur, wohl der Altheimer Kultur, der frühen Bronzezeit, der Bronzezeit und der späten Latènezeit sowie Hinweise auf ein Gräberfeld mit Körperbestattungen vor- und frühgeschichtlicher Zeitstellung. | D-3-7040-0259 |      |
| Riekofen (Standort) | Doppelkreisgrabenanlage, Siedlung und Bestattungsplatz der Münchshöfener Kultur, Bestattungsplatz der Glockenbecherkultur, Siedlungen der Linearbandkeramik, des Mittelneolithikums, der frühen und mittleren Bronzezeit, der Urnenfelderzeit und der römischen Kaiserzeit, Viereckschanze der späten Latènezeit, Grabenwerk vor- und frühgeschichtlicher Zeitstellung. | D-3-7040-0260 |      |
| Riekofen (Standort) | Freilandstation des Mesolithikums, mehrperiodiges Siedlungsareal von der Linearbandkeramik bis zur römischen Kaiserzeit, große Grabenanlage der Chamer Gruppe, ein Abschnittsgraben vor- und frühgeschichtlicher Zeitstellung, eine Viereckschanze der späten Latènezeit, ein verebnetes Grabhügelfeld wohl der Hallstattzeit, Kreisgräben als Hinweis auf einen Bestattungsplatz sowie Gräberfelder mit Körperbestattungen der mittleren Latènezeit und vor- und frühgeschichtlicher Zeitstellung. | D-3-7040-0261 |      |
| Riekofen (Standort) | Freilandstation des Mesolithikums, Siedlungen der Linearbandkeramik, der Altheimer Kultur, der Chamer Gruppe, der frühen Bronzezeit, der mittleren Bronzezeit, der Urnenfelderzeit, der frühen Latènezeit, der Latènezeit und der römischen Kaiserzeit. | D-3-7040-0262 |      |
| Riekofen (Standort) | Siedlung vor- und frühgeschichtlicher Zeitstellung. | D-3-7040-0263 |      |
| Riekofen (Standort) | Archäologische Befunde und Funde im Bereich des abgegangenen Schlosses Riekofen, vormals Niederungsburg des Mittelalters. | D-3-7040-0264 |      |
| Riekofen (Standort) | Siedlung vor- und frühgeschichtlicher Zeitstellung. | D-3-7040-0265 |      |
| Riekofen (Standort) | Siedlungen des Neolithikums, darunter der Münchshöfener Kultur. | D-3-7040-0267 |      |

### Gemarkung Sengkofen
| Lage                 | Objekt                                                                              | Akten-Nr.     | Bild |
| -------------------- | ----------------------------------------------------------------------------------- | ------------- | ---- |
| Sengkofen (Standort) | Siedlung vor- und frühgeschichtlicher Zeitstellung.                                 | D-3-7039-0627 |      |
| Sengkofen (Standort) | Siedlungen vorgeschichtlicher Zeitstellung, darunter des Jung- bis Endneolithikums. | D-3-7039-0645 |      |

### Gemarkung Taimering
| Lage                 | Objekt | Akten-Nr.     | Bild |
| -------------------- | --- | ------------- | ---- |
| Taimering (Standort) | Archäologische Befunde des Mittelalters und der frühen Neuzeit im Bereich der Katholischen Filialkirche St. Margareta in Taimering, darunter die Spuren von Vorgängerbauten bzw. älteren Bauphasen. | D-3-7039-0397 |      |
| Taimering (Standort) | Siedlungen der Linearbandkeramik, der Stichbandkeramik, der Oberlauterbacher Gruppe, der Altheimer Kultur, des Endneolithikums, der Bronzezeit, der Hallstattzeit, der Latènezeit und der späten Latènezeit. | D-3-7039-0634 |      |
| Taimering (Standort) | Siedlungen des Neolithikums und der Urnenfelderzeit sowie ein Gräberfeld mit Kreisgräben vor- und frühgeschichtlicher Zeitstellung. | D-3-7039-0635 |      |
| Taimering (Standort) | Mehrperiodiges Siedlungsareal von der Linearbandkeramik bis ins frühe Mittelalter, Gräberfelder mit Brandbestattungen der Linearbandkeramik und der Urnenfelderzeit, mit Brand- und Körperbestattungen der römischen Kaiserzeit und mit Körperbestattungen des frühen Mittelalters.                                     | D-3-7039-0636 |      |
| Taimering (Standort) | Siedlung der Linearbandkeramik. | D-3-7039-0637 |      |
| Taimering (Standort) | Siedlungen der Linearbandkeramik, der Stichbandkeramik/Gruppe Oberlauterbach, der Münchshöfener Kultur, der Frühbronzezeit, der Urnenfelderzeit, der Hallstattzeit, der Frühlatènezeit und der Spätlatènezeit, Bestattungsplatz vor- und frühgeschichtlicher Zeitstellung, verebnete Viereckschanze der Spätlatènezeit. | D-3-7039-0638 |      |
| Taimering (Standort) | Siedlungen der Linearbandkeramik, der Stichbandkeramik, der Bronzezeit, der Urnenfelderzeit und der römischen Kaiserzeit sowie ein Gräberfeld mit Körperbestattungen vor- und frühgeschichtlicher Zeitstellung. | D-3-7039-0639 |      |
| Taimering (Standort) | Siedlung der Jungsteinzeit. | D-3-7039-0640 |      |
| Taimering (Standort) | Mehrperiodiges Siedlungsareal von der Stichbandkeramik bis zum frühen Mittelalter, Gräberfelder mit Körperbestattungen der mittleren Latènezeit und vor- und frühgeschichtlicher Zeitstellung. | D-3-7039-0641 |      |
| Taimering (Standort) | Siedlungen der Linearbandkeramik, der frühen Bronzezeit, der Urnenfelderzeit, der Hallstattzeit, der Latènezeit und der römischen Kaiserzeit, Bestattungsplatz der Glockenbecherkultur. | D-3-7039-0642 |      |
| Taimering (Standort) | Siedlungen des Endneolithikums, der frühen Bronzezeit und der Hallstattzeit sowie wohl ein Gräberfeld mit Körperbestattungen der Latènezeit. | D-3-7039-0643 |      |
| Taimering (Standort) | Freilandstationen des Mesolithikums, Siedlungen des Neolithikums, darunter der Michelsberger Kultur und der Altheimer Kultur, sowie der frühen Bronzezeit und der mittleren Bronzezeit. | D-3-7039-0644 |      |
| Taimering (Standort) | Siedlungen, zwei Grabenwerke und zwei Straßen vor- und frühgeschichtlicher Zeitstellung. | D-3-7039-0646 |      |
| Taimering (Standort) | Siedlungen vor- und frühgeschichtlicher Zeitstellung. | D-3-7039-0647 |      |
| Taimering (Standort) | Siedlung der Stichbandkeramik. | D-3-7039-0648 |      |
| Taimering (Standort) | Siedlung und ein viereckiges Grabenwerk vor- und frühgeschichtlicher Zeitstellung, vielleicht eine Viereckschanze der späten Latènezeit. | D-3-7039-0649 |      |
| Taimering (Standort) | Freilandstation des Mesolithikums, Siedlungen der Altheimer Kultur, der Bronzezeit, der mittleren Bronzezeit und der Urnenfelderzeit sowie Hinweise auf ein Gräberfeld mit Brandbestattungen der Urnenfelderzeit. | D-3-7040-0043 |      |